# 朱朗鎏
乐平王朱朗鎏（？—17世纪），明朝乐平庄简王朱謨的嫡长子。
万历四十二年（1614年）朱謨去世，朱朗鎏受封为乐平长子，两事先后顺序不详。万历四十五年（1617年）四月，明神宗命朱朗鎏袭封乐平王。
朱朗鎏卒年不详，死后由儿子朱璟某袭封乐平王。钱海岳《南明史》<卷27·列传第3·诸王一>作其子朱璟渗袭封，误，朱璟渗应为下一代乐平王之弟。